# هيذر كوبر
هيذر كوبر (بالإنجليزية: Heather Couper)‏ (و. 1949 – م) هي عالمة فلك، وفيزيائية، وصحفية من المملكة المتحدة .

## التعليم
تعلمت في جامعة لستر

## مناصب وهيئات
أدارت كلية غريشام.

## جوائز
حصلت على جوائز منها:
- قائد وسام الامبراطورية البريطانية.

## روابط خارجية
- هيذر كوبر على موقع IMDb (الإنجليزية)
- هيذر كوبر على موقع ديسكوغز (الإنجليزية)